# Palatka
Palatka é uma cidade localizada no estado americano da Flórida, no condado de Putnam, do qual é sede. Foi incorporada em 1853.

## Geografia
De acordo com o United States Census Bureau, a cidade tem uma área de 23,6 km², onde 22,1 km² estão cobertos por terra e 1,4 km² por água.

### Localidades na vizinhança
O diagrama seguinte representa as localidades num raio de 32 km ao redor de Palatka.

## Demografia
Segundo o censo nacional de 2010, a sua população é de 10 558 habitantes e sua densidade populacional é de 476,8 hab/km², o que a torna a localidade mais populosa e mais densamente povoada do condado de Putman. Possui 4 533 residências, que resulta em uma densidade de 204,7 residências/km².

## Geminações
- Khasynsky, Oblast de Magadan, Rússia [5][6]